# Sealver Siliga
Sealver Siliga (West Jordan, 26 aprile 1990) è un ex giocatore di football americano statunitense che ha giocato nel ruolo di defensive tackle. Al college ha giocato a football all’Università dello Utah.

## Carriera professionistica

### San Francisco 49ers
Dopo non essere stato scelto nel Draft NFL 2011, Siliga firmò coi San Francisco 49ers il 28 luglio 2011. Fu svincolato il 3 settembre 2011.

### Denver Broncos
Il 28 ottobre 2011, Siliga firmò coi Denver Broncos, non scendendo mai in campo nella sua stagione da rookie. Prima dell'inizio della stagione 2012 fu inserito nel roster attivo, debuttando nella settimana 13 contro i Tampa Bay Buccaneers mettendo a segno un tackle.

### Seattle Seahawks
Il 20 agosto 2013, Siliga fu scambiato coi Seattle Seahawks per l'offensive lineman John Moffitt.

### New England Patriots
Il 23 ottobre 2013, Siliga firmò per far parte della squadra di allenamento dei New England Patriots. Il 27 novembre 2013 fu promosso nel roster attivo, giocando come titolare in quattro gare su cinque nel finale di stagione, mettendo a segno 24 tackle e 3,0 sack.

## Palmarès

### Franchigia
- Super Bowl : 1

New England Patriots: XLIX
- American Football Conference Championship: 1

New England Patriots: 2014

## Statistiche
| Partite totali      | 6   |
| Partite da titolare | 4   |
| Tackle              | 24  |
| Sack                | 3,0 |
| Intercetti          | 0   |

Statistiche aggiornate alla stagione 2013